# Раян Кохран-Зігль
Раян Кохран-Зігль (27 березня 1992 , Берлінґтон, Вермонт ) — американський гірськолижник, представник родини Кохран. Спеціалізується на гігантському слаломі та супергіганті, а також на швидкісному спуску та гірськолижній комбінації. Учасник зимових Олімпійських ігор 2018.

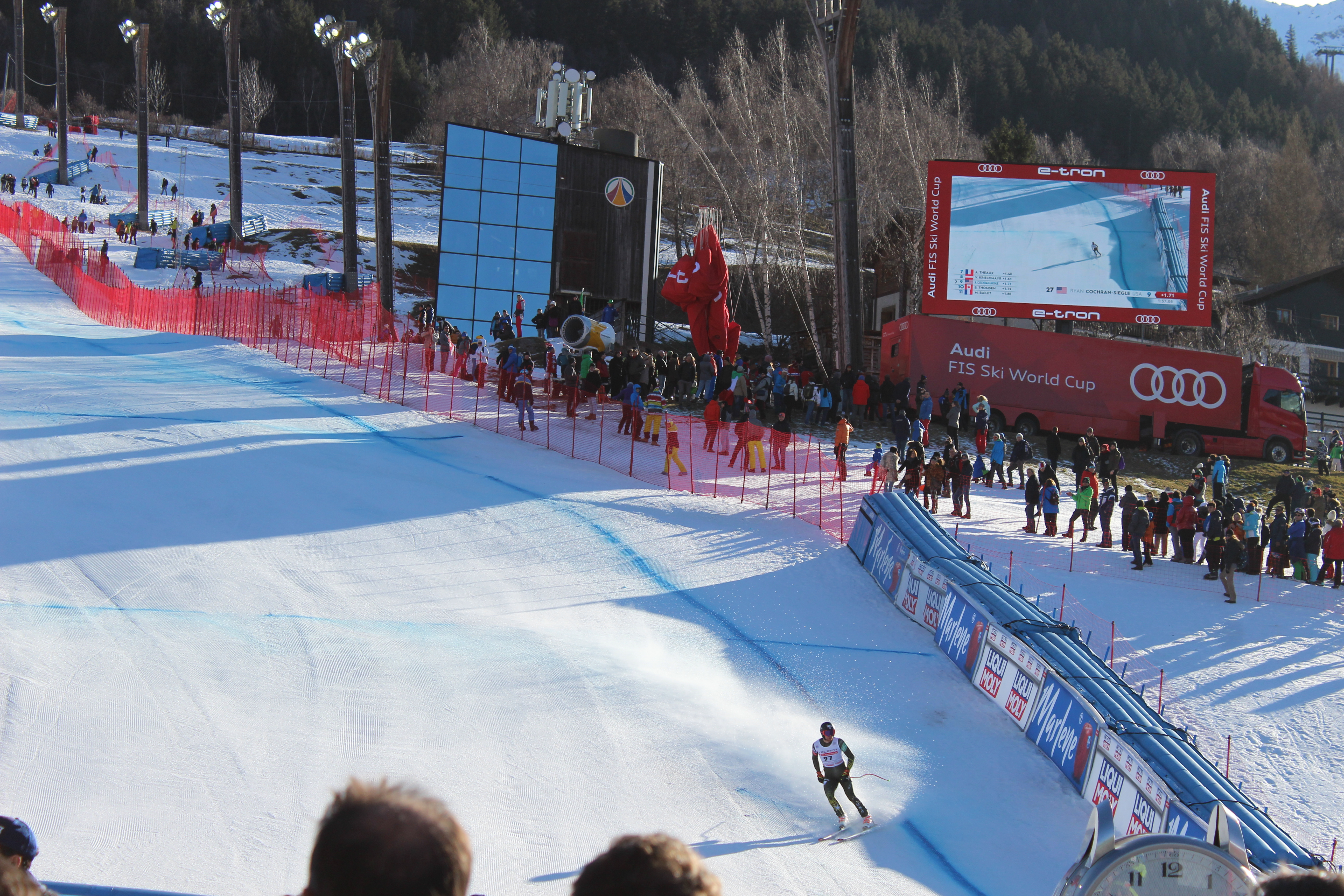
Кохран-Зігль у Борміо, 2019 рік

## Результати в Кубку світу
Усі результати наведено за даними Міжнародної федерації лижного спорту.
| Сезон | Вік | Загальний залік             | Слалом                      | Гігантський слалом          | Супергігант                 | Швидкісний спуск            | Гірськолижна комбінація     |
| ----- | --- | --------------------------- | --------------------------- | --------------------------- | --------------------------- | --------------------------- | --------------------------- |
| 2012  | 19  | 131                         | —                           | —                           | 53                          | —                           | —                           |
| 2013  | 20  | 106                         | —                           | —                           | 41                          | 52                          | 27                          |
| 2014  | 21  | 0 балів                     | 0 балів                     | 0 балів                     | 0 балів                     | 0 балів                     | 0 балів                     |
| 2015  | 22  | Травмований: вибув на сезон | Травмований: вибув на сезон | Травмований: вибув на сезон | Травмований: вибув на сезон | Травмований: вибув на сезон | Травмований: вибув на сезон |
| 2016  | 23  | 163                         | —                           | 58                          | —                           | —                           | —                           |
| 2017  | 24  | 83                          | —                           | 38                          | 37                          | —                           | 20                          |
| 2018  | 25  | 75                          | —                           | 33                          | —                           | —                           | 16                          |
| 2019  | 26  | 53                          | —                           | 26                          | 23                          | 43                          | 31                          |
| 2020  | 27  | 20                          | —                           | 20                          | 20                          | 14                          | 10                          |
| 2021  | 28  | 7                           | —                           | 30                          | 6                           | 3                           | —                           |

Станом на 8 січня 2021 року

### П'єдестали в окремих заїздах
- 1 перемога (1 СГ)
- 2 п'єдестали  (1 ШС, 1 СГ)

| Сезон | Дата           | Місце проведення      | Дисципліна       | Місце |
| ----- | -------------- | --------------------- | ---------------- | ----- |
| 2021  | 19 грудня 2020 | Валь-Гардена (Італія) | Швидкісний спуск | 2-ге  |
| 2021  | 29 грудня 2020 | Борміо (Італія)       | Супергігант      | 1-ше  |

## Результати на чемпіонатах світу
Усі результати наведено за даними Міжнародної федерації лижного спорту.
| Рік  | Вік | Слалом                      | Гігантський слалом          | Супергігант                 | Швидкісний спуск            | Гірськолижна комбінація     |
| ---- | --- | --------------------------- | --------------------------- | --------------------------- | --------------------------- | --------------------------- |
| 2013 | 20  | —                           | —                           | 15                          | —                           | НФ1                         |
| 2015 | 22  | Травмований: вибув на сезон | Травмований: вибув на сезон | Травмований: вибув на сезон | Травмований: вибув на сезон | Травмований: вибув на сезон |
| 2017 | 24  | —                           | 25                          | 28                          | —                           | 19                          |
| 2019 | 26  | —                           | —                           | 11                          | 12                          | 18                          |

## Результати на Олімпійських іграх
Усі результати наведено за даними Міжнародної федерації лижного спорту.
| Рік  | Вік | Слалом | Гігантський слалом | Супергігант | Швидкісний спуск | Гірськолижна комбінація |
| ---- | --- | ------ | ------------------ | ----------- | ---------------- | ----------------------- |
| 2018 | 25  | —      | 11                 | 14          | 23               | НФ1                     |
| 2022 | 29  | —      | —                  | 2           | 14               | —                       |